# Адміністративний устрій Попільнянського району
Адміністративний устрій Попільнянського району — адміністративно-територіальний поділ Попільнянського району Житомирської області на 2 селищні та 2 сільські об'єднані територіальні громади і 4 сільські ради, які об'єднують 48 населених пунктів та підпорядковані Попільнянській районній раді (до 2016 року поділявся на 2 селищні та 30 сільських рад). Адміністративний центр — смт Попільня.

## Сучасний устрій району

### Список громад
| № | Назва                          | Центр        | Населені пункти | Площа км² | Місце за площею | Населення (2001), чол. | Місце за населенням |
| - | ------------------------------ | ------------ | --- | --------- | --------------- | ---------------------- | ------------------- |
| 1 | Корнинська селищна громада     | смт Корнин   | с. Білки смт Корнин с. Королівка с-ще Корнинське с. Лисівка с. Лучин с. Мишерине с. Мохначка с. Сущанка с. Турбівка                                                                                                   |           |                 |                        |                     |
| 2 | Попільнянська селищна громада  | смт Попільня | с. Великі Лісівці с-ще Відродження с. Голуб'ятин с. Котлярка с. Криве с. Миролюбівка с. Новоселиця с. Парипси с. Піски смт Попільня с. Попільня с. Пустельники с. Рудка с. Саверці с. Сокільча с. Строків с. Ходорків |           |                 |                        |                     |
| 3 | Андрушківська сільська громада | с. Андрушки  | с. Андрушки с. Василівка с. Макарівка с-ще Новопаволоцьке с. Харліївка |           |                 |                        |                     |
| 4 | Квітнева сільська громада      | с. Квітневе  | с. Велика Чернявка с. Дехтярка с. Єрчики с. Квітневе с. Кошляки с. Почуйки с. Романівка с. Ставище с. Яблунівка |           |                 |                        |                     |

### Список рад
| № | Назва                       | Центр          | Населені пункти            | Площа км² | Місце за площею | Населення (2001), чол. | Місце за населенням |
| - | --------------------------- | -------------- | -------------------------- | --------- | --------------- | ---------------------- | ------------------- |
| 1 | Кам'янська сільська рада    | с. Кам'янка    | с. Кам'янка                |           |                 |                        |                     |
| 2 | Красногірська сільська рада | с. Красногірка | с. Красногірка             |           |                 |                        |                     |
| 3 | Липківська сільська рада    | с. Липки       | с. Бухалівщина с. Липки    |           |                 |                        |                     |
| 4 | Паволоцька сільська рада    | с. Паволоч     | с. Паволоч с. Соколів Брід |           |                 |                        |                     |

## Список рад до початку реформи (2015 року)
| №  | Назва                          | Центр             | Населені пункти                             | Площа км² | Місце за площею | Населення (2001), чол. | Місце за населенням |
| -- | ------------------------------ | ----------------- | ------------------------------------------- | --------- | --------------- | ---------------------- | ------------------- |
| 1  | Корнинська селищна рада        | смт Корнин        | смт Корнин с. Королівка с-ще Радгоспне      |           |                 |                        |                     |
| 2  | Попільнянська селищна рада     | смт Попільня      | смт Попільня                                |           |                 |                        |                     |
| 3  | Андрушківська сільська рада    | с. Андрушки       | с. Андрушки с-ще Новопаволоцьке             |           |                 |                        |                     |
| 4  | Білківська сільська рада       | с. Білки          | с. Білки с. Мохначка                        |           |                 |                        |                     |
| 5  | Василівська сільська рада      | с. Василівка      | с. Василівка                                |           |                 |                        |                     |
| 6  | Великолісівецька сільська рада | с. Великі Лісівці | с. Великі Лісівці                           |           |                 |                        |                     |
| 7  | Голуб'ятинська сільська рада   | с. Голуб'ятин     | с. Голуб'ятин                               |           |                 |                        |                     |
| 8  | Єрчицька сільська рада         | с. Єрчики         | с. Єрчики с. Велика Чернявка с. Яблунівка   |           |                 |                        |                     |
| 9  | Квітнева сільська рада         | с. Квітневе       | с. Квітневе                                 |           |                 |                        |                     |
| 10 | Кам'янська сільська рада       | с. Кам'янка       | с. Кам'янка                                 |           |                 |                        |                     |
| 11 | Котлярська сільська рада       | с. Котлярка       | с. Котлярка                                 |           |                 |                        |                     |
| 12 | Красногірська сільська рада    | с. Красногірка    | с. Красногірка                              |           |                 |                        |                     |
| 13 | Кривенська сільська рада       | с. Криве          | с. Криве с. Рудка                           |           |                 |                        |                     |
| 14 | Липківська сільська рада       | с. Липки          | с. Липки с. Бухалівщина                     |           |                 |                        |                     |
| 15 | Лисівська сільська рада        | с. Лисівка        | с. Лисівка с. Мишерине                      |           |                 |                        |                     |
| 16 | Лучинська сільська рада        | с. Лучин          | с. Лучин                                    |           |                 |                        |                     |
| 17 | Макарівська сільська рада      | с. Макарівка      | с. Макарівка                                |           |                 |                        |                     |
| 18 | Миролюбівська сільська рада    | с. Миролюбівка    | с. Миролюбівка                              |           |                 |                        |                     |
| 19 | Новоселицька сільська рада     | с. Новоселиця     | с. Новоселиця                               |           |                 |                        |                     |
| 20 | Паволоцька сільська рада       | с. Паволоч        | с. Паволоч с. Соколів Брід                  |           |                 |                        |                     |
| 21 | Парипська сільська рада        | с. Парипси        | с. Парипси                                  |           |                 |                        |                     |
| 22 | Попільнянська сільська рада    | с. Попільня       | с. Попільня                                 |           |                 |                        |                     |
| 23 | Почуйківська сільська рада     | с. Почуйки        | с. Почуйки                                  |           |                 |                        |                     |
| 24 | Романівська сільська рада      | с. Романівка      | с. Романівка с. Дехтярка с. Кошляки         |           |                 |                        |                     |
| 25 | Саверецька сільська рада       | с. Саверці        | с. Саверці с. Піски                         |           |                 |                        |                     |
| 26 | Сокільчанська сільська рада    | с. Сокільча       | с. Сокільча с. Маркова Волиця               |           |                 |                        |                     |
| 27 | Ставищенська сільська рада     | с. Ставище        | с. Ставище                                  |           |                 |                        |                     |
| 28 | Строківська сільська рада      | с. Строків        | с. Строків                                  |           |                 |                        |                     |
| 29 | Сущанська сільська рада        | с. Сущанка        | с. Сущанка                                  |           |                 |                        |                     |
| 30 | Турбівська сільська рада       | с. Турбівка       | с. Турбівка                                 |           |                 |                        |                     |
| 31 | Харліївська сільська рада      | с. Харліївка      | с. Харліївка                                |           |                 |                        |                     |
| 32 | Ходорківська сільська рада     | с. Ходорків       | с. Ходорків с-ще Відродження с. Пустельники |           |                 |                        |                     |

* Примітки: смт — селище міського типу, с. — село, с-ще — селище

## Історія
Утворений 7 березня 1923 року в складі Білоцерківської округи Київської губернії з 16 сільських рад Попільнянської волості Сквирського повіту. 27 березня 1925 року до складу району було передано Строківську сільську раду розформованого Шамраївського району та Жидівську сільську раду Триліського району. 8 грудня 1925 року в складі району утворено Марково-Волицьку сільську раду.
5 лютого 1931 року до складу району передано територію розформованого Корнинського району. 31 грудня 1932 року до складу району включено Василівську сільську раду Ружинського району. 20 червня 1933 року в складі району утворено Паволоцько-Зарічанську сільську раду. 17 лютого 1935 року Биківську, Білківську, Велико-Голяківську, Гнилецьку, Западнянську, Королівську, Корнинську, Кривенську, Липківську, Лисівську, Лучинську, Мохнацьку, Озерську, Пустельниківську, Скочищенську, Соболівську, Сущанська, Турбівську, Федорівську та Ходорківську сільські ради було передано до складу відновленого Корнинського району, Малолісовецьку сільську раду — до складу Сквирського району, Василівську сільську раду — до Вчорайшенського району, Соколово-Брідську сільську раду включено до складу Попільнянського району.
В 1941-43 роках територія району входила до складу гебітскомісаріату Ружин Генеральної округи Житомир. Було утворено Малочернявську сільську управу.
11 серпня 1954 року ліквідовано Кам'янську, Кошляківську, Лозовиківську, Марково-Волицьку, Паволоцько-Зарічанську та Соколово-Брідську сільські ради. 28 листопада 1957 року до складу району було включено сільські ради розформованих Вчорайшенського та Корнинського районів. 24 січня 1958 року Бровківську сільську раду передано до складу Ружинського району, 20 березня 1959 року Турбівську, Соболівську, Лучинську, Королівську, Гнилецьку, Озерську, Скочищенську та Сущанську сільські ради передано до складу Брусилівського району, до складу Попільнянського району приєднано Макарівську сільську раду Ружинського району.
30 грудня 1962 року до складу району включено сільські ради розформованого Ружинського району та Бровківську, Вербівську, Волицьку, Волосівську, Гальчинську, Забарську, Зарубинецьку, Іванківську, Івницьку, Лебединецьку, Міньковецьку, Мостівську, Павелківську, Старокотелянську, Степківську, Яроповицьку сільські ради ліквідованого Андрушівського району. 7 січня 1963 року ліквідовано Великочернявську сільську раду. 4 січня 1965 року було повернуто до складу відновленого Андрушівського району долучені 1962 року сільські ради, повернуто зі складу Коростишівського району Лучинську та Турбівську сільські ради. 10 березня 1966 року було відновлено Липківську сільську раду, 3 березня 1995 року — Кам'янську сільську раду.
До початку адміністративно-територіальної реформи в Україні (станом на початок 2015 року) до складу району входили 2 селищні та 30 сільських рад.
7 вересня 2015 року в складі району було утворено Корнинську селищну територіальну громаду, до складу котрої увійшли та припинили існування 20 квітня 2016 року Корнинська селищна та Лисівська, Лучинська, Сущанська, Турбівська сільські ради, 2 червня 2017 року — Білківська сільська рада Попільнянського району.
10 серпня 2016 року в складі району було утворено Андрушківську та Квітневу сільські територіальні громади, внаслідок чого 28 грудня 2016 року припинили існування Андрушківська, Василівська, Єрчицька, Квітнева, Макарівська, Почуйківська, Романівська, Ставищенська, Харліївська сільські ради Попільнянського району, котрі увійшли до їх складу.
17 серпня 2016 року в складі району утворилась Попільнянська сільська територіальна громада, внаслідок чого 29 грудня 2016 року припинили існування Попільнянська селищна та Великолісівецька, Голуб'ятинська, Котлярська, Кривенська, Миролюбівська, Новоселицька, Парипська, Попільнянська, Саверецька, Сокільчанська, Строківська, Ходорківська, сільські ради Попільнянського району, котрі увійшли до її складу.
На час ліквідації району, відповідно до Постанови Верховної Ради України від 17 липня 2020 року, до його складу входили 2 селищні та 2 сільські об'єднані територіальні громади і 4 сільські ради.